# Biblioteca Pública Provincial de Castelló
La Biblioteca Pública Provincial de Castelló és una biblioteca pública de la ciutat de Castelló, fundada l'any 1848. De titularitat estatal i gestionada per la Generalitat Valenciana, forma part de la xarxa de Bibliotecas Públicas del Estado.
Aquesta biblioteca té com a missió oferir a totes les persones l'accés lliure i gratuït a la informació, formació i a la lectura, facilitant que la biblioteca sigui un lloc de trobada per a l'oci i entreteniment a través de la cultura. Tot això mitjançant una col·lecció àmplia i actualitzada i amb els recursos humans i tecnològics adequats.
En 1850 la biblioteca es trasllada a l'Institut Públic de Segon Ensenyament. En 1960, el Ministeri d'Educació va disposar la unificació de la Biblioteca Pública Provincial i la Biblioteca Municipal de Castelló. En 1964 la biblioteca es trasllada a la nova Casa de Cultura del carrer Major, 89. Ocupa el seu actual edifici al carrer Rafalafena, 29 des de 1987 i consta d'una superfície de 3.968 m², repartits en tres plantes i soterrani.